# Sindh (rivière)
Pour les articles homonymes, voir Sindh (homonymie).
La Sindh est une rivière indienne d'une longueur de 470 km de long qui coule dans les États du Madhya Pradesh et de l'Uttar Pradesh. Elle est un affluent du Gange par la Yamuna.

## Traduction
- (en) Cet article est partiellement ou en totalité issu de l’article de Wikipédia en anglais intitulé « Sindh River » (voir la liste des auteurs).